# Synactinernus
Genre
Synactinernus est un genre de la famille des Actinernidae.

## Liste des espèces
Selon World Register of Marine Species (12 janvier 2023) :
- Synactinernus churaumi Izumi, Fujii, Yanagi, Higashiji & Fujita, 2019
- Synactinernus flavus Carlgren, 1918

## Systématique
Le nom valide complet (avec auteur) de ce taxon est Synactinernus Carlgren, 1918.

## Publication originale
- Carlgren, O. (1918). Die Mesenterienanordnung der Halcuriiden. Kungliga Fysiografiska Sällskapets Handlingar, 29, N.F., (29): 1-37